# 金榜集團
金榜集團有限公司（港交所除牌前：172），則是從長發建業換取上市的。現時業務為提供消費者金融業務、融資、物業投資等。其中重慶、成都、長沙、廣州等地區。在2003年被黃如龍收購後。
而值得注意是中信集團前主席王軍為本公司主席。
2021年8月2日上午9時起，聯交所宣布，金榜集團的上市地位因自2019年6月28日起已暫停買賣且公司未能於2020年12月28日或之前復牌，期間金榜集團曾覆核上市委員會的決定但無果，聯交所根據《上市規則》第6.01A條將金榜集團除牌。

## 連結
- 金榜集團 （页面存档备份，存于）

1. ↑  . www.hkex.com.hk.   [2022-01-17]. （原始内容存档于2022-01-19） （中文（香港））.